# Dora Wahlroos
Anna Dorothée Wahlroos, connue comme Dora Wahlroos, née le 19 décembre 1870 à Pori et décédée le 21 mars 1947 à Kauniainen, est une artiste peintre finlandaise. Elle participe notamment au mouvement de la peinture de plein-air vers la fin du XIXe siècle.

## Biographie
Anna Dorothée Wahlroos est la fille du géomètre Johan Henrik Wahlroos et de Dorothée Augusta Henrietta Fehn. Elle étudie à l'école de dessin de Turku entre 1886 et 1888, avant de se perfectionner auprès du peintre finlandais Victor Westerholm de 1889 à 1890.
En 1890, Dora Wahlroos intègre la Société d'art finlandaise, où sa classe est dirigée par Gunnar Berndtson. À l'automne 1890, elle se fiance avec le sculpteur Emil Wikström. Tous deux partent étudier à Paris en 1891. En 1895, elle se sépare d’Emil Wikström, qui épouse son amie Alice Högström en 1895.
Lors de son séjour à Livourne, Raffaello Gambogi, le mari de son amie Elin Danielson-Gambogi, tombe amoureux d’elle. Elle retourne alors en Finlande, et lui réexpédie les lettres qu'il lui avait envoyées sans les ouvrir. En 1911, Dora Wahlroos poursuit ses études à Munich. Elle s’installe ensuite à Turku, puis à Kauniainen.
Dora Wahlroos meurt en 1947 des suites de complications d'un accident.

## Carrière artistique
En 1893, Dora Wahlroos remporte le troisième prix d'un concours avec l’œuvre By the wash basin. Au printemps 1895, elle est de retour à Paris et y termine le tableau Inspiration. À la fin des années 1890, elle peint un certain nombre de tableaux de paysages finlandais locaux, tout comme des peintures d'autel.
En août 1900, elle se rend à Paris pour l'Exposition universelle de 1900, puis se rend au village d'Antignano à Livourne, en Italie, où Elin Danielson-Gambogi vit avec son mari Raffaello Gambogi. Son utilisation des couleurs change après ce voyage, devenant plus vivante,.
Elle fait partie des artistes à avoir rejoint Victor Westerholm dans la Önningebykolonin, sur l'île d'Åland.

## Galerie

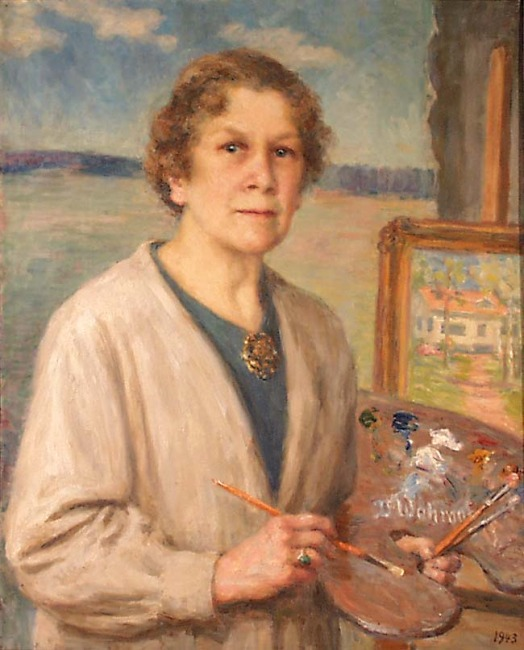
Autoportrait, 1943.
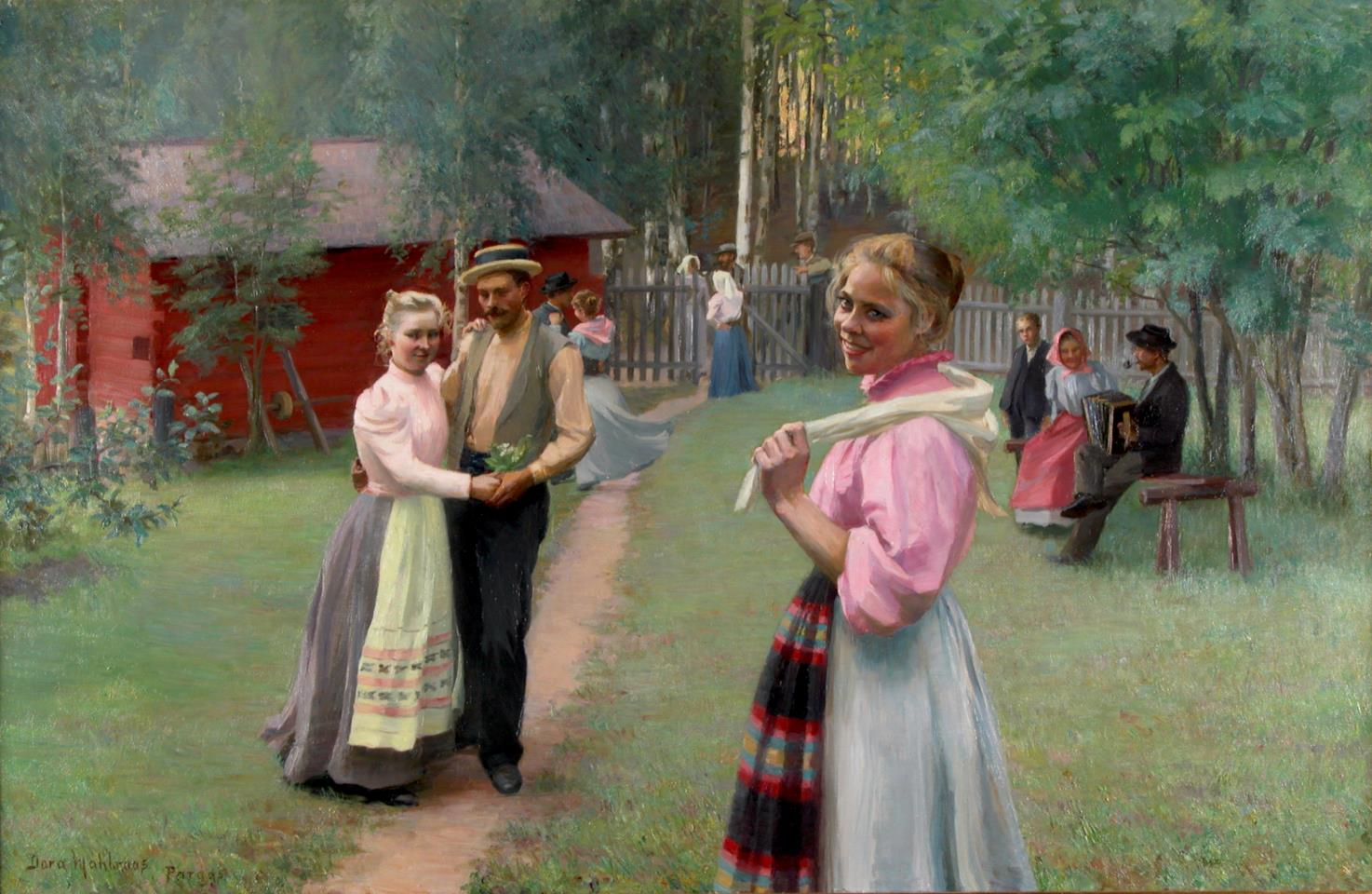
Evening in Parainen, 1898.
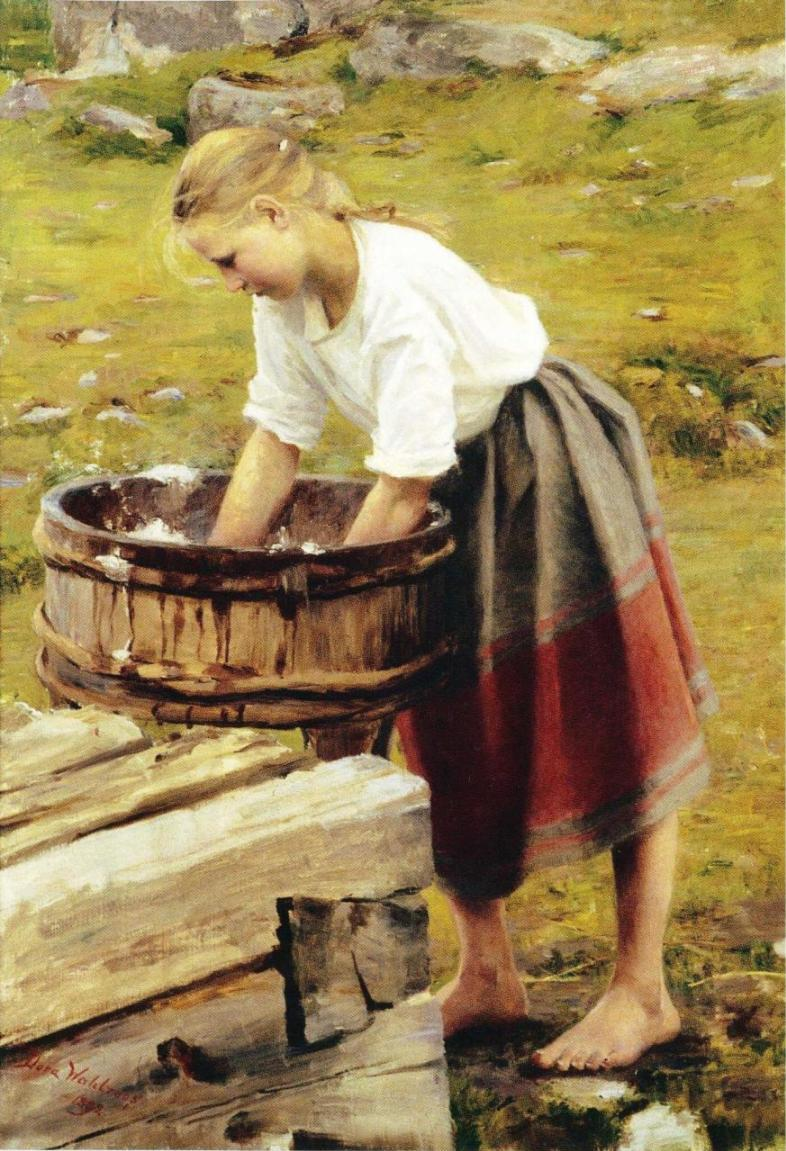
By the wash basin, 1892.
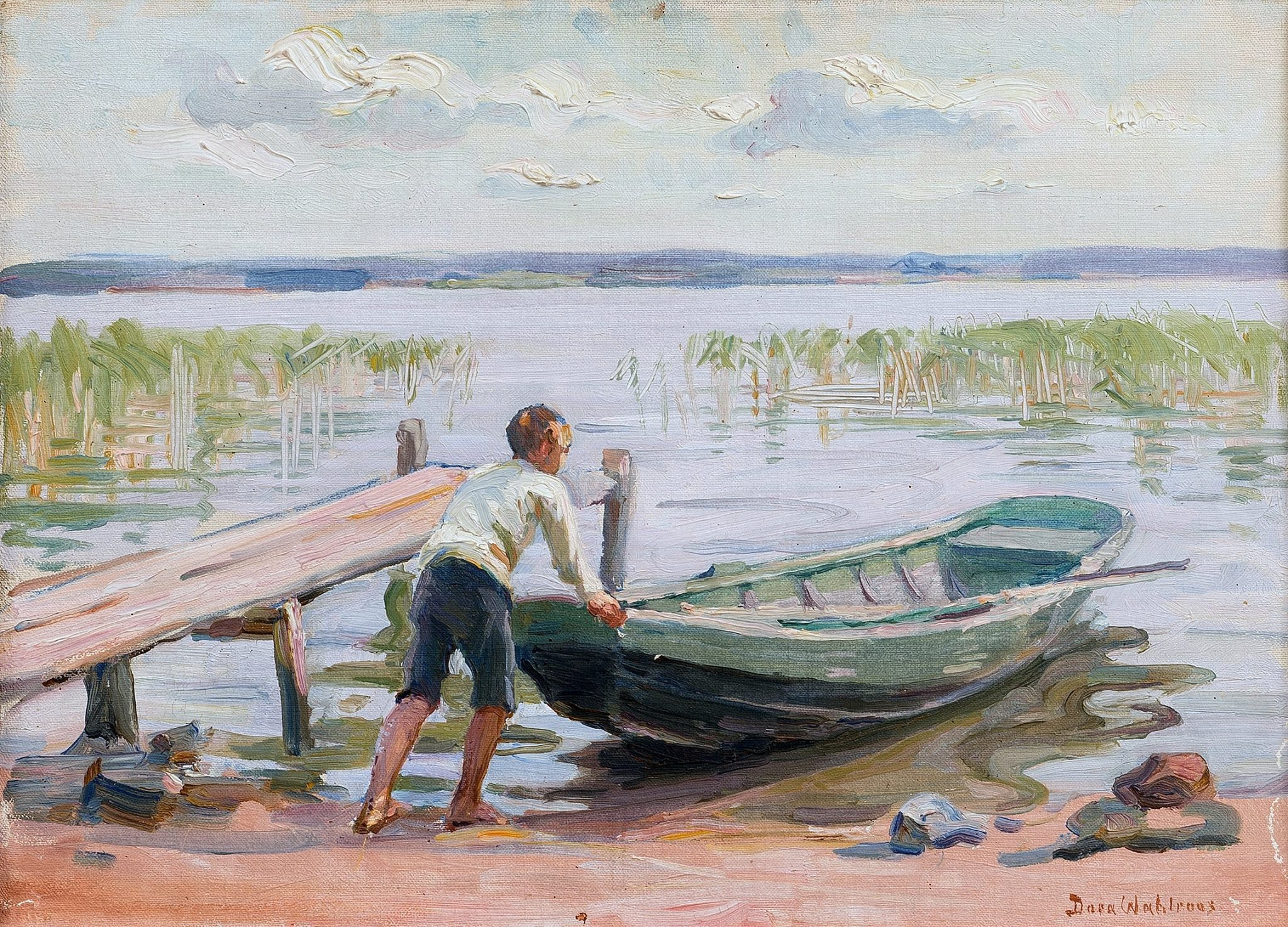
A Boy and a Boat by the Shore, début du XXe siècle.
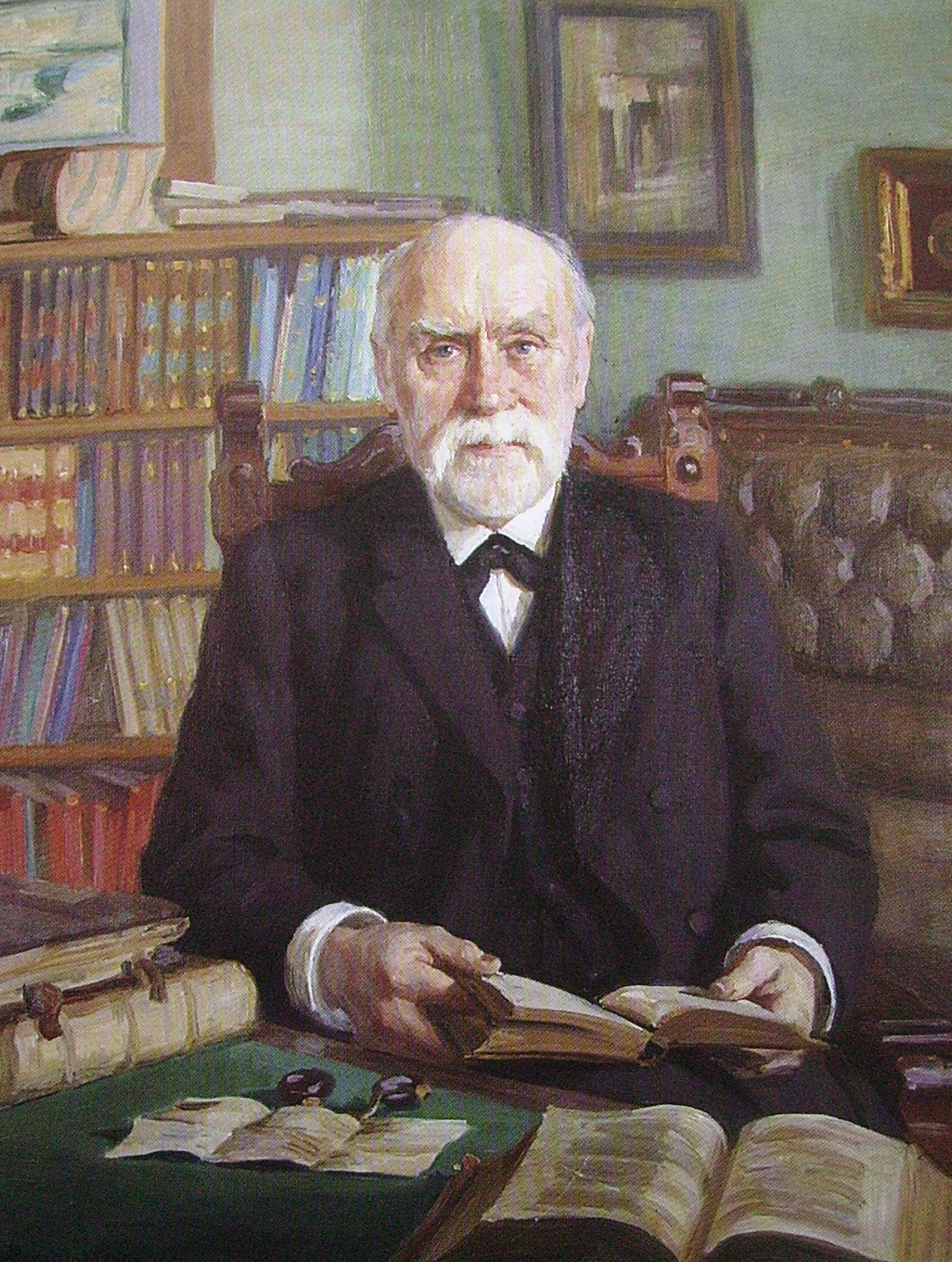
Portrait de Reinhold Hausen, archiviste finlandais, 1913.
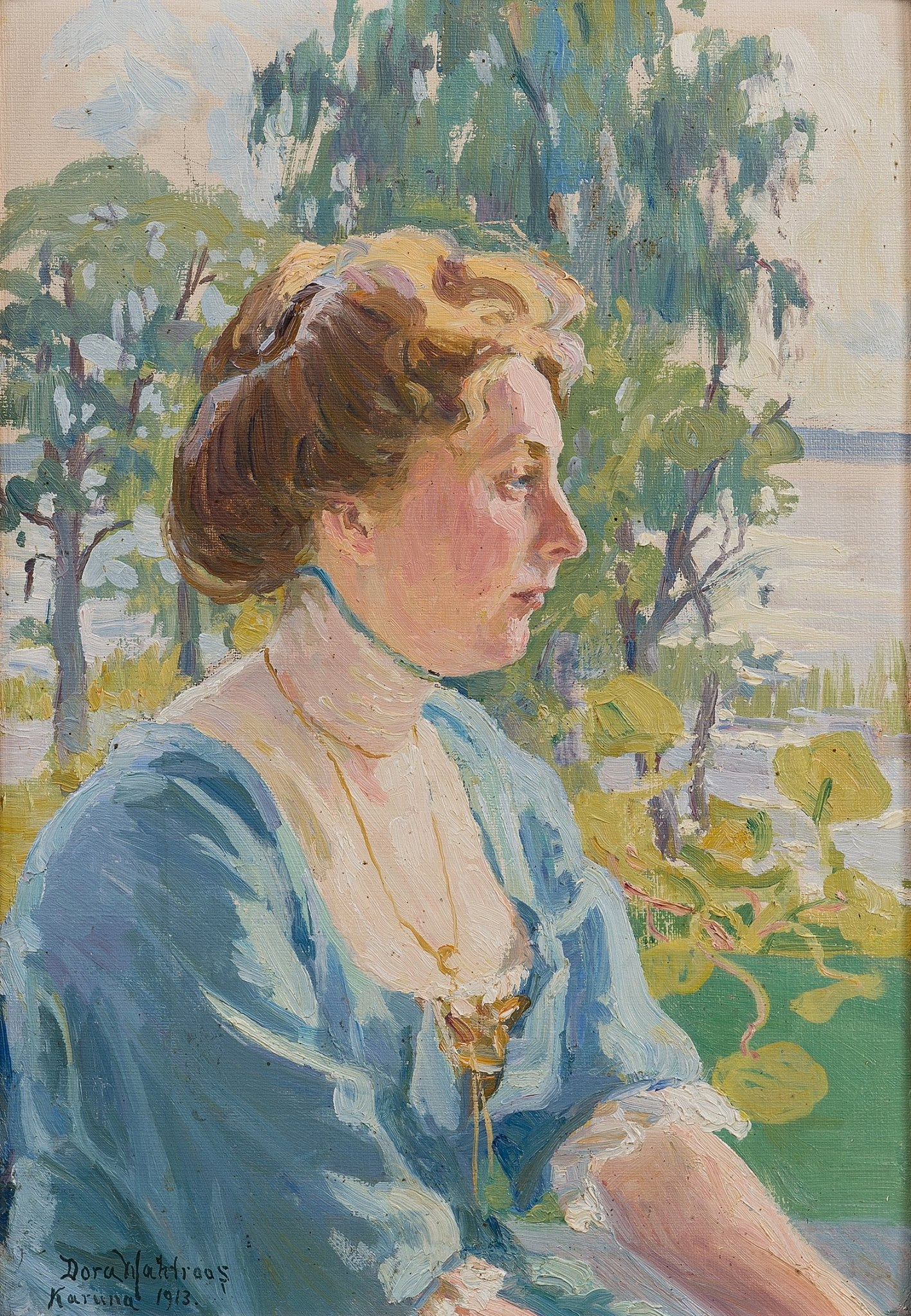
Portrait d'une femme, 1913.
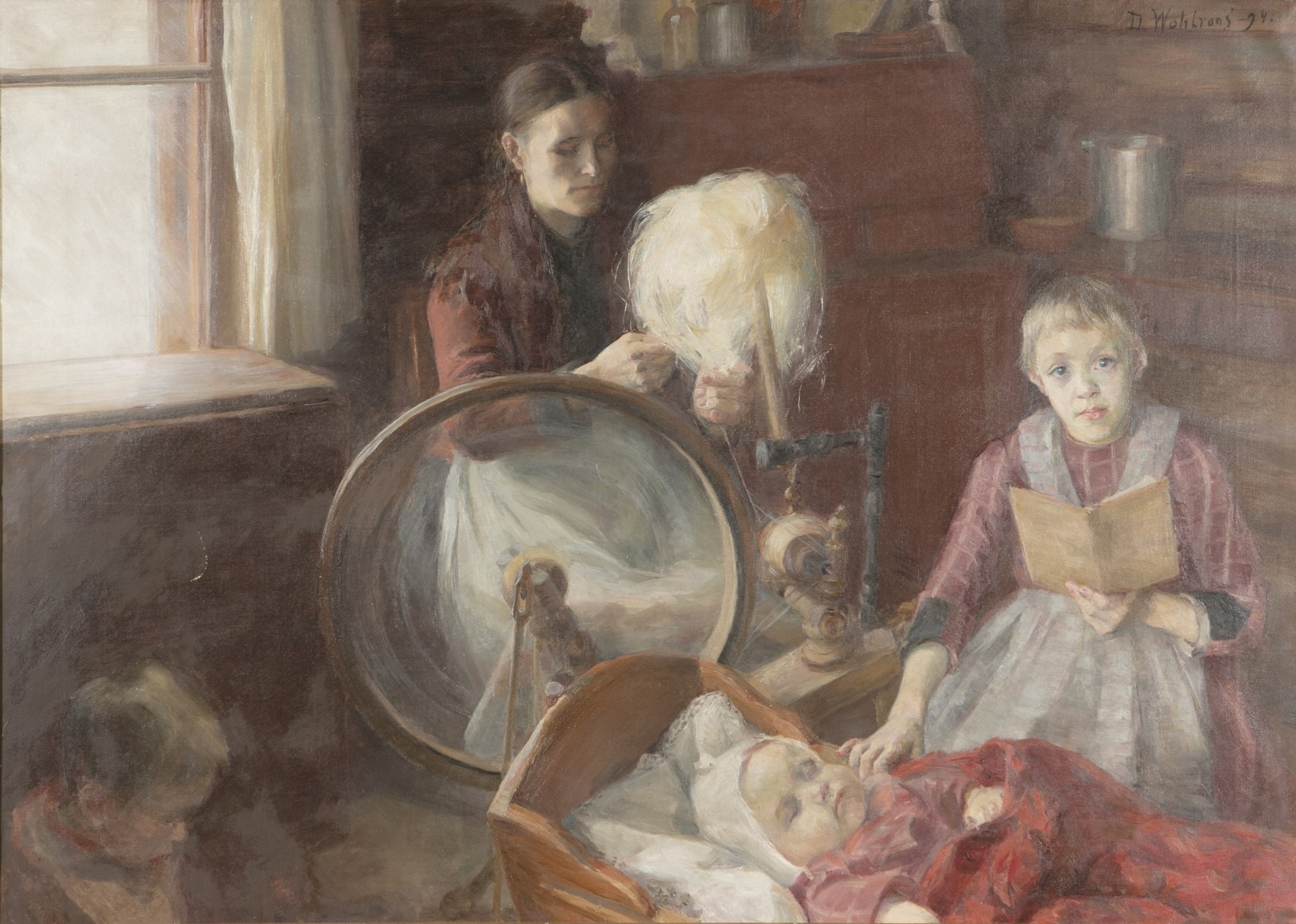
Mother and Children, 1894.
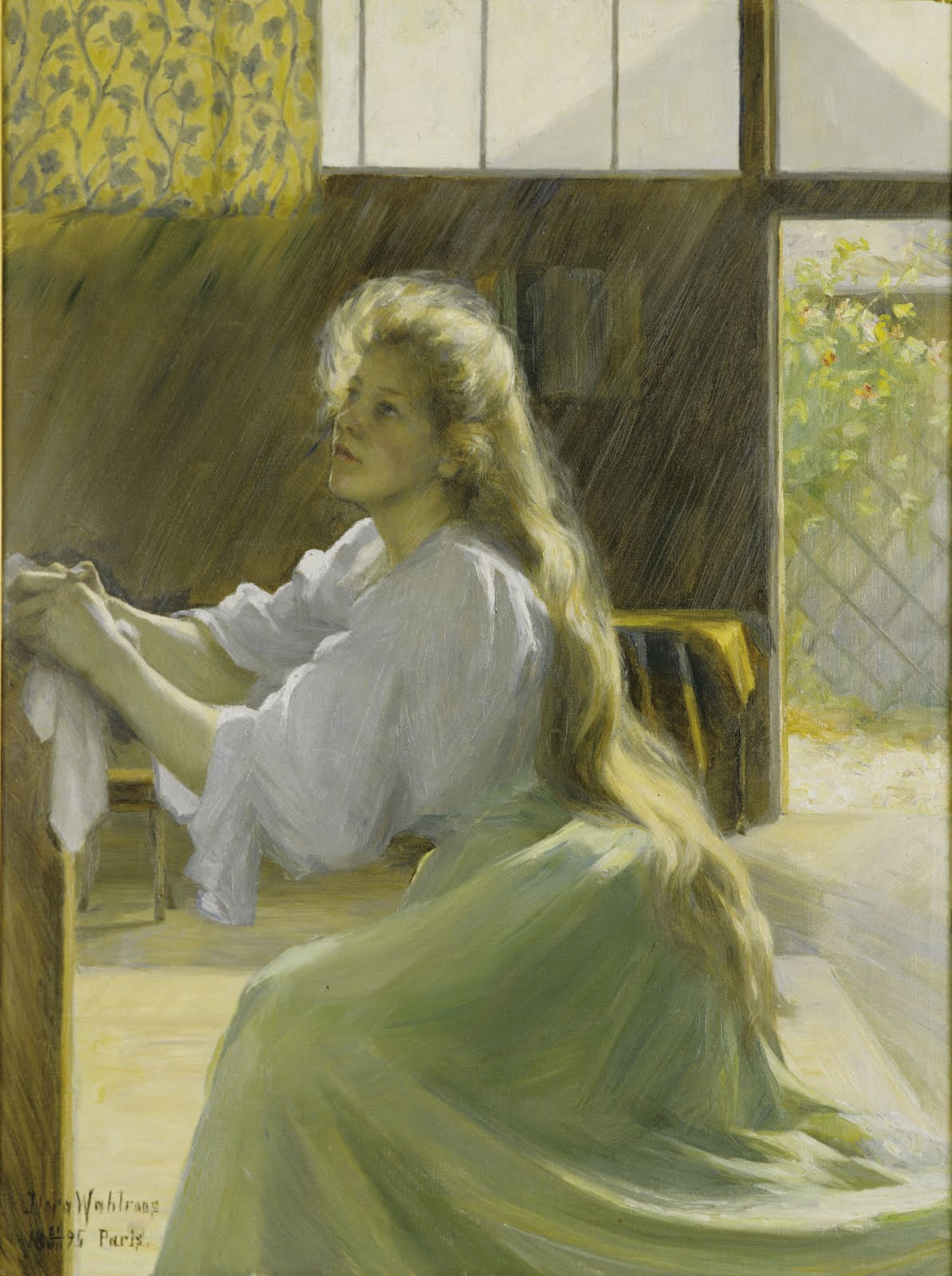
Inspiration, 1895.